# 黎可漂
黎可漂（發音：[le˧˧ xaː˧˩ fiəw˧˧]；1931年12月27日—2020年8月7日），生于法屬印度支那清化省东山府石溪总石溪上村（今属越南清化省东山縣东溪社），曾任越南共产党中央委员会总书记和中央军事委员会书记。

## 生平

### 政治生涯
1947年至1949年，在乡村负责平民学务教学，1949年6月加入越南共产党，负责宣传工作，任乡党支部办公室主任。
1950年5月至1954年8月，加入越南人民军，担任战士，其后分别担任第304大团第66团的班长、排长、连副政治指导员、连政治指导员。并在其后的1954年9月至1955年3月，在第一届中专补学军政。
1955年3月至1958年3月，分别担任团组织小组组长、营政治指导员；第304大团第66团副主任和主任。
1958年4月，中高政治学校的学员
1961年6月至1966年，分别担任第304师政治部的干部室副主任、组织部主任；其后担任友谚军区第304师第9团副政委和政委，师党委委员。
1967年7月，赴治天战场战斗，任第9团政委。随后在1968年1月，兼任第9团团长
1970年，任治天军区组织部部长，1971年10月至1974年2月，任治天军区政治部副主任，1974年3月，任治天军区（今为第2军）政治部主任，军党委委员。
1978年2月，任第9军区政治部主任，之后任第9军区副政委兼政治部主任，1980年8月8月，任第9军区负责政治事务副司令兼政治部主任，当选第9军区党委常委，之后任党委副书记。1983年3月，任第9军区政治部主任。
1984年4月，任719司令部政治部主任，晋升少将军衔；1988年6月，晋升为中将；1992年6月晋升为上将。
他长期在越南人民军工作，曾先后担任军政治部主任、第九军区副政委、总政治局副主任等职。1991年在越共七大上当选中央委员，并出任人民军总政治局主任。1992年当选越共中央书记处书记。1994年又被增选为越南共产党中央政治局委员，越共八大上成为中央政治局常委。在1997年12月26日越共八届四中全会上当选为越共中央总书记，2001年4月22日在越共九大被农德孟取代。他是越南统一以来除长征外任职时间最短的越共中央总书记。

### 下台原因
黎可漂在任时间之短有些出乎人们意料。对于其下台原因有以下几点分析：
1. 越共推行领导层年轻化政策，特别希望“九大”以后领导者年龄控制在70岁以下。九大时黎可漂不但年龄已过，他未受过高等教育的现实也限制他的前途；
2. 黎可漂在反腐败问题上无所作为，使民众失望；
3. 黎可漂对革新开放政策推行不力，使当时的越南经济逡巡不前；
4. 黎可漂的外交政策虎头蛇尾，尤其是对美国和中国；
5. 黎可漂离任前的少数民族抗议示威活动加剧，加速了其下台。[2]

## 逝世
2020年8月7日凌晨2时52分黎可漂在越南河内去世，享壽88岁。

### 各方反应
中华人民共和国
- 2020年8月8日，中共中央总书记、国家主席习近平向越共中央总书记、国家主席阮富仲致唁电。电文中表示“黎可漂同志是越南党和国家老一辈杰出领导人，带领越南人民在越南社会主义建设和革新事业中取得了巨大成就。黎可漂同志也是中国党和人民的亲密同志和朋友，为推动构建“长期稳定、面向未来、睦邻友好、全面合作”的中越关系发展作出了突出贡献。”[4]